# Oulad Teima
Oulad Teima (ook bekend als Houara) is een stad in de provincie Taroudant in Zuid-Marokko. Oulad Teima wordt doorkruist door de nationale weg nr. 10. Ouled Teima is omgeven door boerderijen en velden met verschillende soorten landbouwgebieden. Oulad Teima wordt ook wel 44 km genoemd, omdat de stad 44 km van Agadir is.

## Klimaat
Het klimaat wordt grotendeels beïnvloed door oceaan en de nabijgelegen bergen en de Saharawoestijn. Hete wind waait uit het zuidoosten. Gemiddeld valt er 250 mm neerslag per jaar, waarbij de nadruk ligt in december en februari. De gemiddelde temperatuur is rond de 20 ° C, waarbij het in de koude maanden 10 ° C is en in de warmste maanden 30 ° C.

## Demografie
| jaar | inwoners |
| ---- | -------- |
| 1960 | 1570     |
| 1971 | 2820     |
| 1982 | 12.520   |
| 1992 | 24.000   |
| 1994 | 47.126   |
| 1998 | 60.000   |
| 2004 | 66.183   |

Het aantal inwoners wordt in 2010 geschat op 70.343.